# Sagediopsis lomnitzensis
Sagediopsis lomnitzensis är en lavart som först beskrevs av Stein, och fick sitt nu gällande namn av Orange 2002. Sagediopsis lomnitzensis ingår i släktet Sagediopsis och familjen Adelococcaceae.  Arten är reproducerande i Sverige. Inga underarter finns listade i Catalogue of Life.